# Swansea RFC
El Swansea Rugby Football Club es un equipo de rugby de Gales con sede en la ciudad de Swansea.
Participa anualmente en la Super Rygbi Cymru, el torneo profesional de rugby de Gales.

## Historia

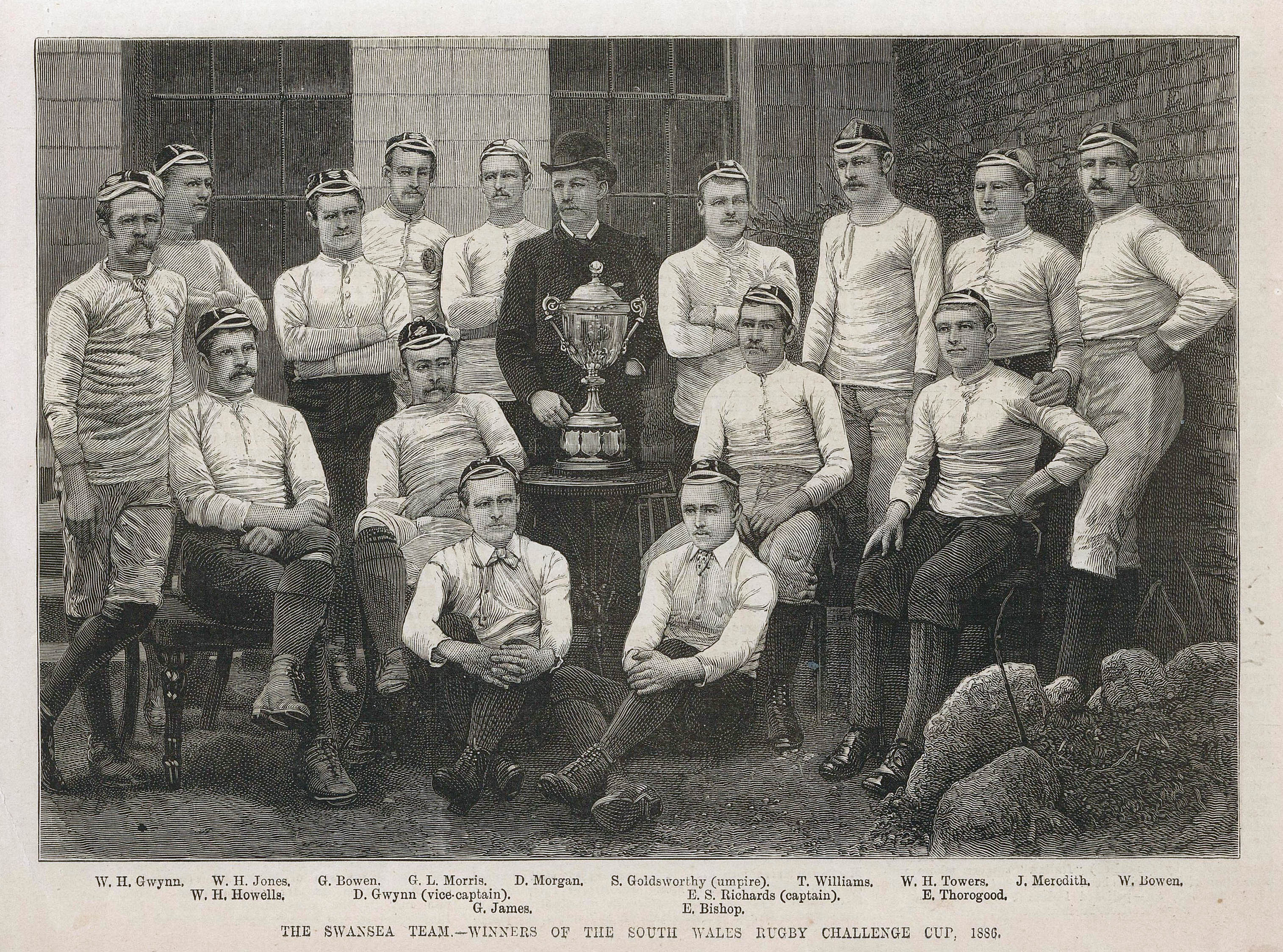
Swansea en 1886

Fue fundada en 1871, desde el año 1990 participa en la Premiership, el principal torneo de Gales, en el cual ha logrado cuatro campeonatos.
En la Liga Celta, en la que participó en la temporada 2001-02 y 2002-03, es representado desde el 2003 por el equipo Ospreys.
Durante su larga historia ha conseguido derrotar a diferentes representativos nacionales como el caso de la selección de Australia, Nueva Zelanda y Sudáfrica.

## Palmarés
- Premiership (4): 1991-92, 1993-94, 1997-98 y 2000-01.
- Copa de Gales (3): 1978, 1995, 1999.
- Campeonato de Gales no oficial (9): 1898-99, 1899-00, 1900-01, 1901-02, 1903-04, 1904-05, 1912-13, 1979-80, 1982-83.

## Jugadores

### Jugadores destacados
- Capitanes de la Selección de rugby de Gales

| - William Bowen 1891 - Billy Bancroft 1898–1901 - Dicky Owen 1907–12 - Billy Trew 1907–13 - Jack Bancroft 1912 - Tom Parker 1921–23 - Joe Rees 1924 - Rowe Harding 1924–28 - Guy Morgan 1929–30 - Watcyn Thomas 1933 - Claude Davey 1934–37 |  | - Idwal Rees 1936–37 - Clem Thomas 1958–59 - Mervyn Davies 1975–76 - Richard Moriarty 1986–87 - Robert Jones 1989–90 - Scott Gibbs 1997 - Mark Taylor 2000 - Andrew Moore 2001 - Colin Charvis 2002–04 - Alun Wyn Jones 2017–23 |  |